# Comité de liaison (révolution américaine)

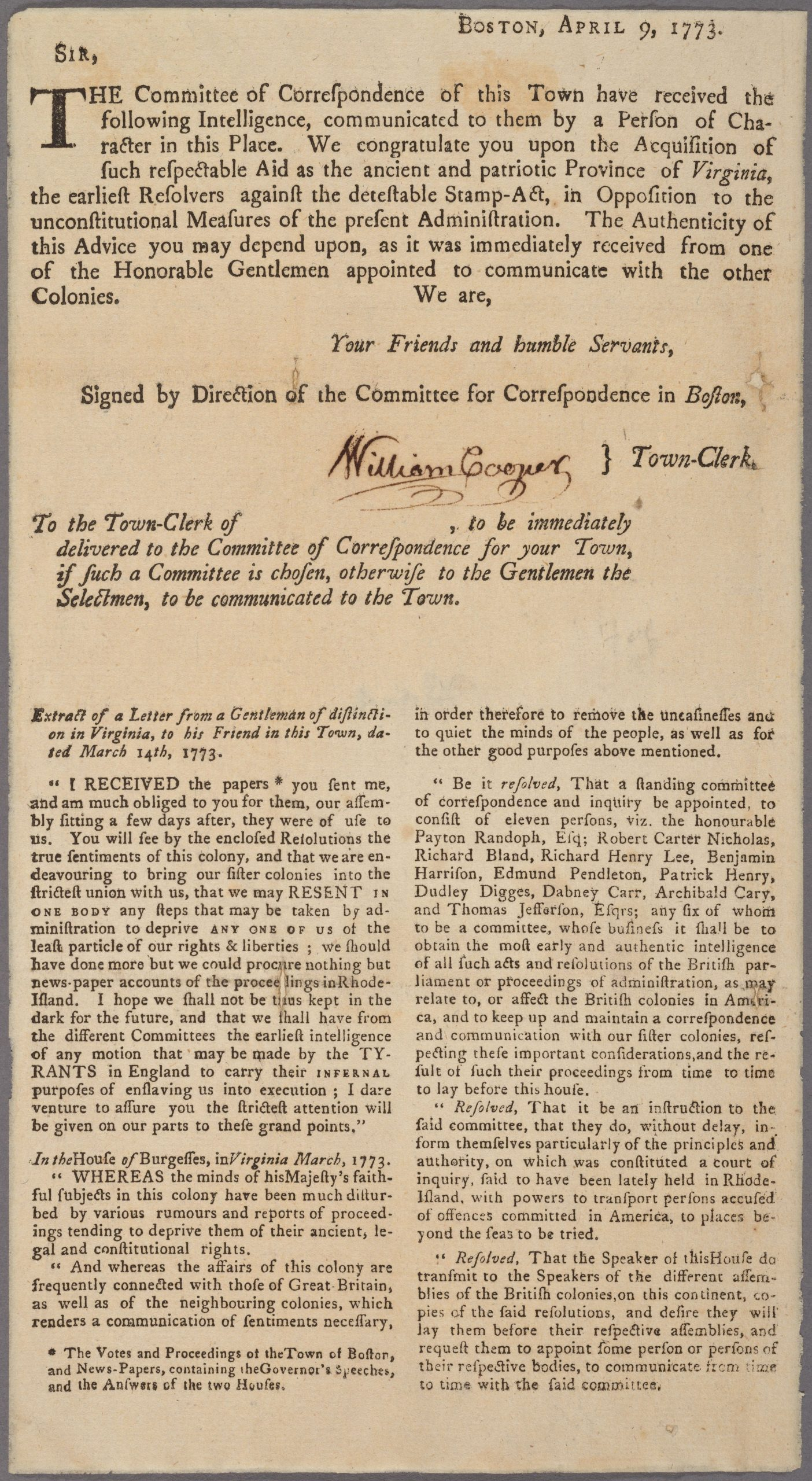
Comité de correspondance de Boston, 9 avril 1773

Les comités de liaison (en anglais : committees of correspondence) sont des corps organisés par les gouvernements locaux des colonies américaines dans le but de coordonner les communications écrites entre les colonies, en même temps que d'autres comités (comités de sécurité, comité d'inspection…). 
Les comités de liaison jouent un rôle important dans la révolution américaine et pendant la guerre d'indépendance des États-Unis, en diffusant l'interprétation coloniale des actions britanniques parmi les colonies et auprès de gouvernements étrangers. Les comités de liaison rallient l'opposition à la cause commune et établissent des plans d'action collectifs. Le groupe des comités est les prémices de ce qui deviendra ensuite une union politique formelle entre les colonies.
À cette époque, les nouvelles sont généralement diffusées sous forme manuscrite et transportée par des courriers à cheval ou par bateau. Les comités de liaison ont la responsabilité de s'assurer que ces nouvelles reflètent l'avis de leur gouvernement local, sur le sujet traité, et de leur acheminement aux bons destinataires. Nombre de correspondants sont également membres des corps législatifs coloniaux et sont actifs dans l'organisation secrète des Sons of Liberty.
Les premiers comités de liaison sont formés d'abord temporairement à la suite de problèmes ou d'évènements  particuliers et sont ensuite dissous. Le premier comité formel est formé à Boston, en 1764, afin de rallier l'opposition au Currency Act et au réformes impopulaires des services des douanes.

## Massachusetts
À la fin de l’année 1772, Samuel Adams et Joseph Warren réfléchissent à la mise en place des comités de liaison. Il s'agit de réagir dans un contexte de radicalisation de l'opposition américaine après l'affaire du Gaspée. En outre, les gouverneurs royaux et les juges sont désormais payés par la Couronne et non plus par les assemblées coloniales, ce qui réduit l'autonomie des Américains. Dans les mois qui suivent, plus de cent comités de liaison sont mis en place dans le Massachusetts. Ils permettent d'établir un réseau entre les associations des patriotes américains et de relayer les appels au boycott des marchandises anglaises.
Sous la direction de Samuel Adams, le comité central de Boston devient l'un des principaux acteurs de la révolution américaine. Le comité sert de club patriotique pour la propagande contre la métropole anglaise ; il se réunit une fois par semaine au Faneuil Hall. Il assure une tribune où sont lus des pamphlets et prononcés des discours en faveur de l'indépendance américaine. Une pétition réclamant plus de liberté pour les esclaves est déposé au comité de Boston.

## Virginie
En mars 1773, la Virginie se dote du premier comité permanent, auquel participent Patrick Henry et Thomas Jefferson, mais aussi Peyton Randolph, Robert Carter Nicholas, Richard Bland, Richard Henry Lee, Benjamin Harrison, Edmund Pendleton, Dudley Digges, Dabney Carr et Archibald Cary.